# Martinet (farga)

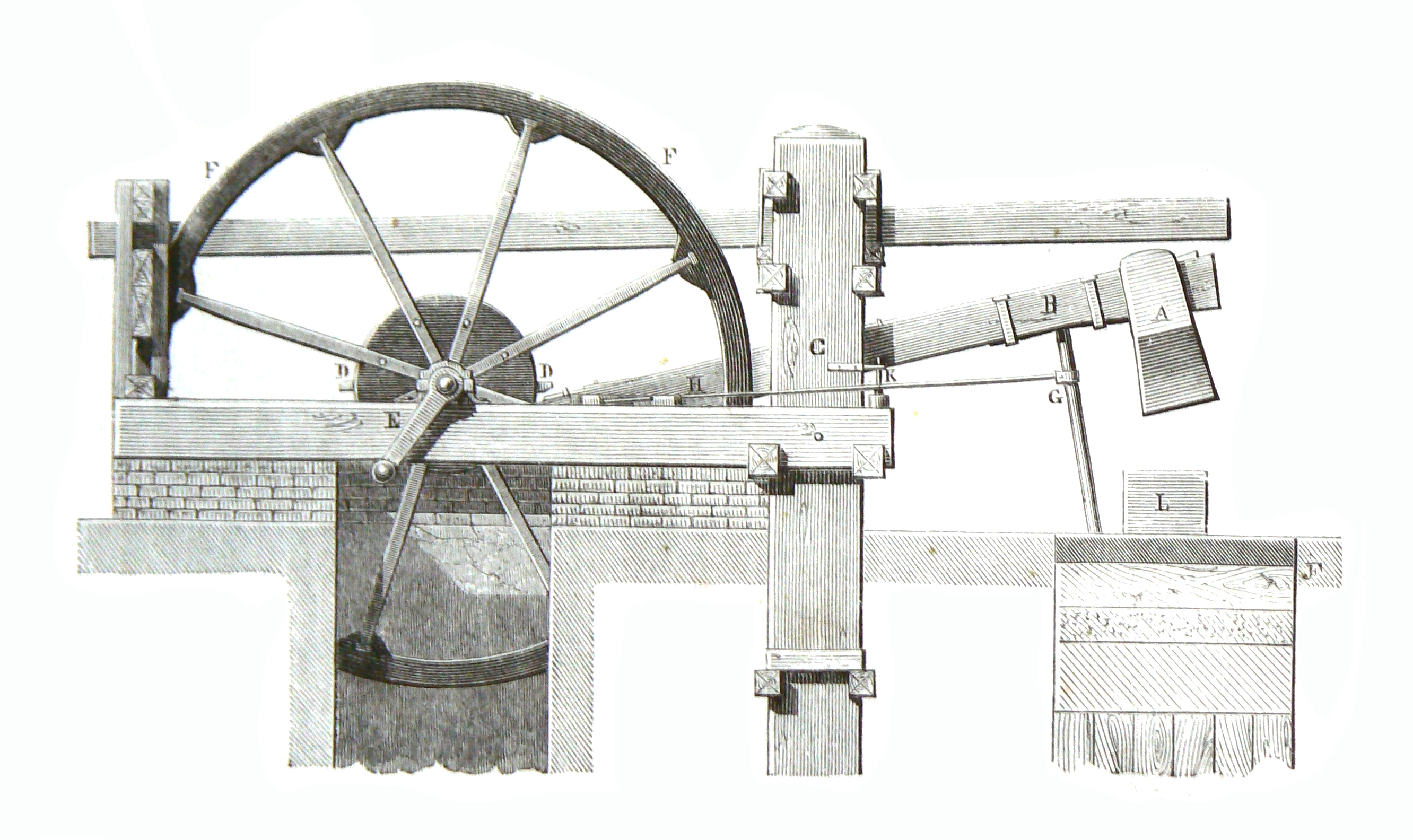
Il·lustració del martinet, curs de mecànica de Delaunay Ch, Edició de 1868

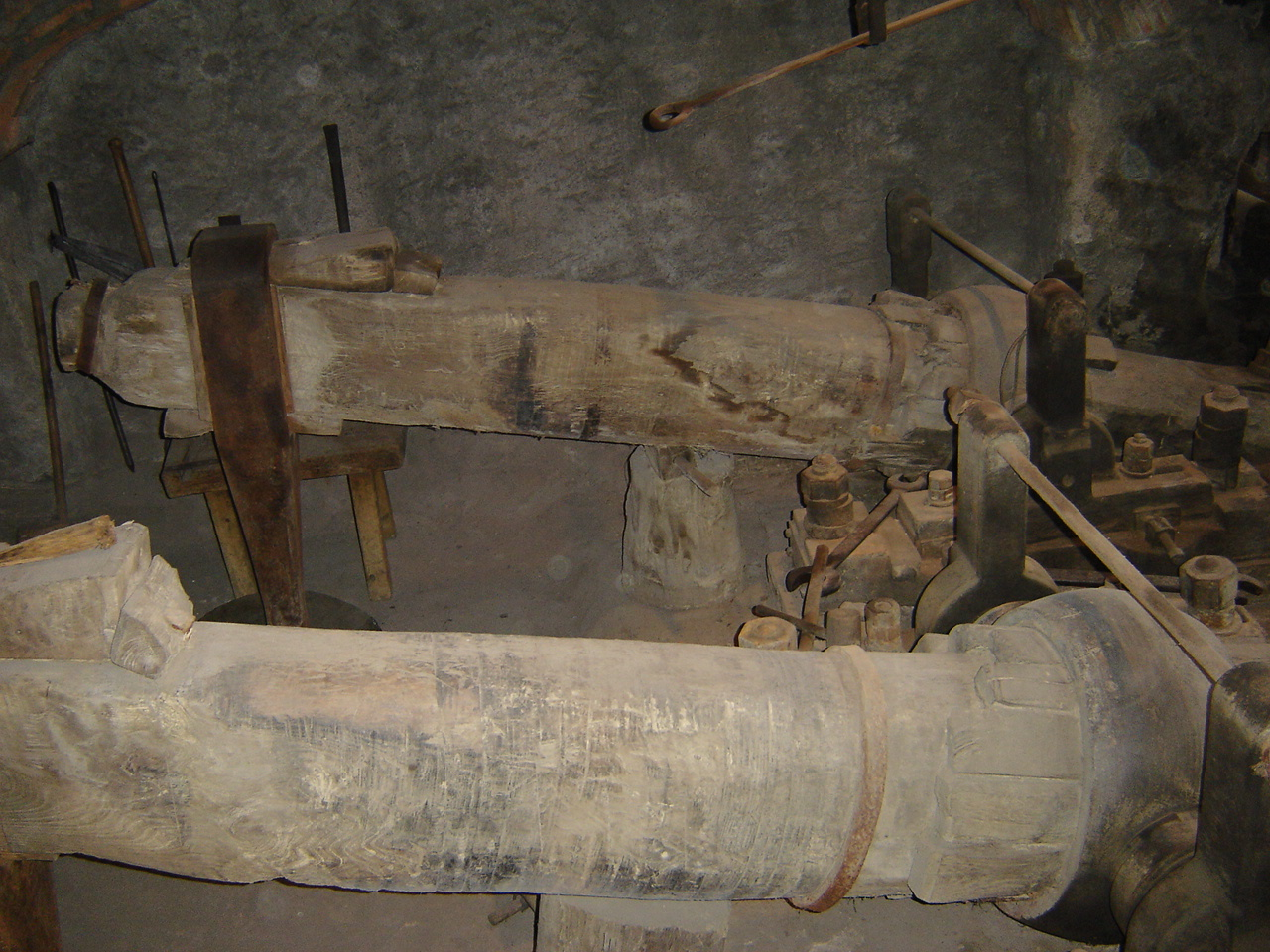
Martinets. Farga Palau.

Dins d'una farga, el martinet és un aparell dissenyat per utilitzar l'energia hidràulica per al treball de forja. Es tracta d'un martell pesat, que cau sobre una enclusa o un tas. El martell es munta sobre una palanca oscil·lant al voltant d'un eix horitzontal. Aquest martell és accionat mitjançant unes lleves que giren conduïdes per un arbre horitzontal que es recolza contra l'extrem lliure de la palanca a cada volta de l'arbre, i deixa caure el martinet, alliberant-lo. L'arbre de lleves està accionat per una sínia vertical.
El funcionament és molt irregular, ja que les lleves s'insereixen sovint en un eix de transmissió o entre dos volants d'inèrcia molt pesants. Per augmentar el ritme de treball, la magnitud de la desviació del martell es redueix amb amortidors rígids, una biga de fusta en els més antics (vegeu gravat), i més tard amb ressorts de metall en els models més moderns. Això augmenta el nombre de lleves. La velocitat de gir es controla mitjançant la variació de la velocitat de caiguda de l'aigua que fa girar la roda.